# Tillandsia prodigiosa
Tillandsia prodigiosa är en gräsväxtart som först beskrevs av Lem., och fick sitt nu gällande namn av John Gilbert Baker. Tillandsia prodigiosa ingår i släktet Tillandsia och familjen Bromeliaceae. Inga underarter finns listade i Catalogue of Life.